# Saartjie Baartman
Saartjie Baartman, detta Sarah (Provincia del Capo Orientale, 1789 – Parigi, 29 dicembre 1815), è stata la più famosa delle almeno due donne Khoikhoi che furono esibite nel Freak Show nel XIX secolo in Europa sotto il nome di Venere ottentotta.

Venne usata per gran parte della sua vita come fenomeno da baraccone nei cosiddetti "zoo umani", fenomeno disumano sviluppatosi proprio per i primi decenni dell'Ottocento.

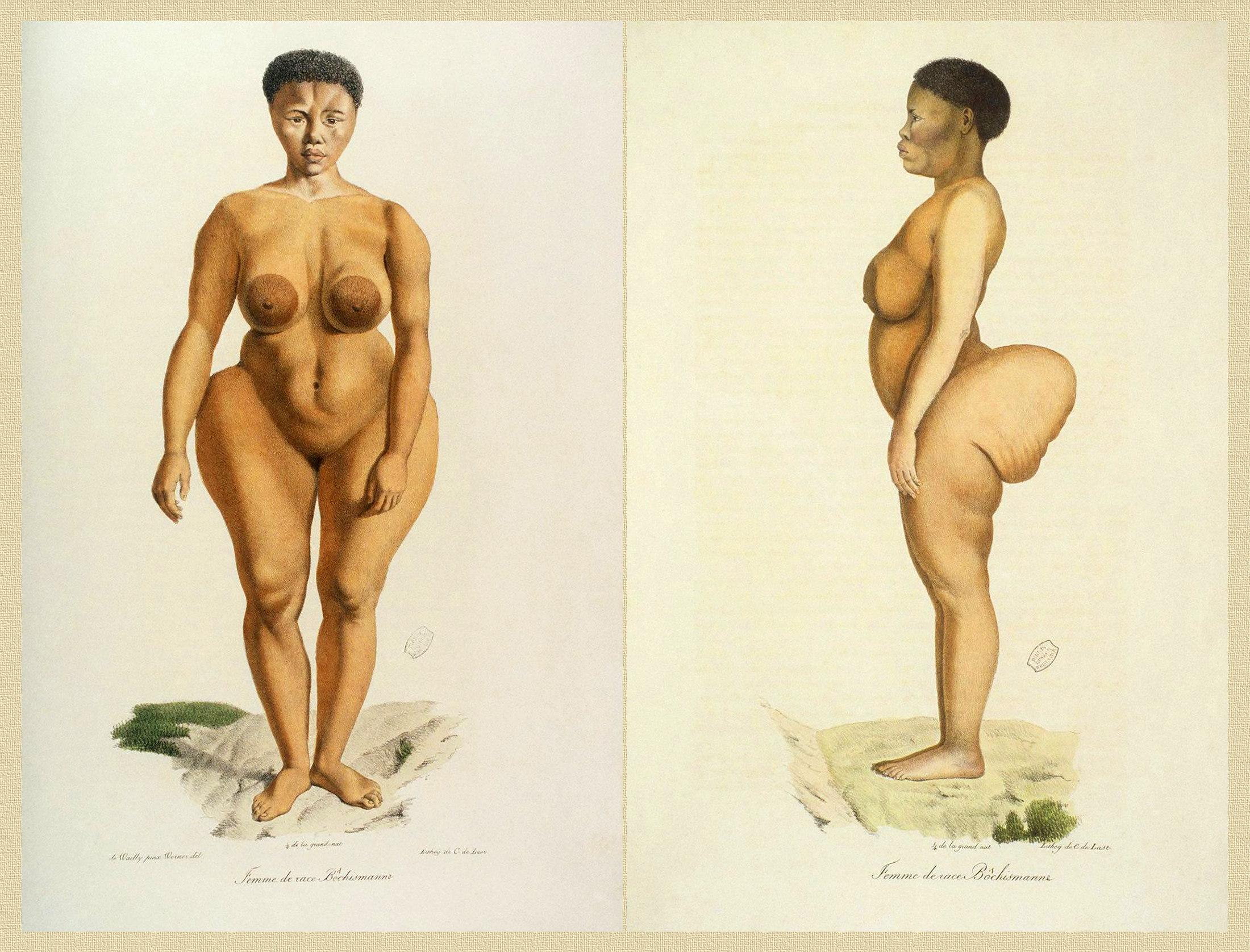
Sarah Saartjie Baartman

## Biografia

### In Sudafrica
Saartjie Baartman nacque nel 1789 da una famiglia di etnia khoikhoi, nelle vicinanze del fiume Gamtoos nell'odierno Sudafrica. Rimase orfana a causa di un raid di un commando sudafricano. Saartjie, pronunciato "Sahr-ki", è la forma afrikaans del suo nome; sta per "piccola Sara", in cui il diminutivo era probabilmente dovuto alla sua bassa statura (era alta 1 metro e 35 centimetri), e le fu assegnato dalla famiglia di boeri di Città del Capo presso cui lavorò come schiava. Il suo nome di nascita è sconosciuto.
Hendrick Cezar, il fratello del suo schiavista, suggerì di portarla in Inghilterra come fenomeno da baraccone, promettendole un sicuro benessere. Saartjie fu trasferita a Londra nel 1810.

### In Gran Bretagna
Baartman fu esibita in tutta l'Inghilterra, dove intratteneva la gente esponendo le sue natiche nude e le sue piccole labbra, mostrando agli europei le fattezze, per loro inusuali, del suo corpo. Aveva infatti natiche grandi (steatopigia) e le labbra della sua vulva sporgevano per oltre 8 centimetri (macroninfia), come accade sovente presso le donne Khoisan. Quest'ultimo tratto (definito "grembiule ottentotto"), tuttavia, non fu mai esibito dalla donna, che lo copriva con uno straccio, mentre, legata alla catena, camminava a quattro zampe in maniera animalesca.
Le sue esibizioni a Londra, dopo l'abolizione della schiavitù, crearono scandalo. Un'associazione benefica protestò e chiese il suo rilascio. Baartman fu interrogata da una corte in lingua olandese (che lei padroneggiava perfettamente) e rispose che era capace d'intendere e di volere, che non era ridotta in schiavitù e che le veniva garantito metà del guadagno. Tuttavia, le condizioni in cui rilasciò queste dichiarazioni sono sospette, dal momento che si contraddisse ripetutamente di fronte a resoconti delle sue esibizioni che furono esposti da Zachary Macaulay della African Institution e altri testimoni.

### In Francia
Baartman fu quindi venduta a un francese, che la portò nel suo Paese. Un domatore di animali, Regu, la esibì in condizioni più dure per quindici mesi. I naturalisti francesi, tra i quali Georges Cuvier, la visitarono ed ella fu soggetta ad innumerevoli esibizioni al Jardin du Roi, dove fu esaminata nel maggio 1815: come Saint-Hilaire e Frédéric Cuvier, il fratello minore di Georges, tramandarono, dissero che "fosse abbastanza servizievole da spogliarsi e permettere di ritrarla nuda". Quando le sue esibizioni passarono di moda, Baartman iniziò a bere e a mantenersi con la prostituzione.

### Morte e sepoltura
Saartjie Baartman morì a Parigi il 29 dicembre 1815 di una malattia infettiva, probabilmente vaiolo mentre altri suppongono si sia trattato di sifilide o polmonite. Un'autopsia fu condotta e pubblicata dall'anatomista francese Henri Marie Ducrotay de Blainville nel 1816 e ripubblicata dal naturalista Georges Cuvier nelle Memorie del Museo di Storia Naturale, nel 1817. Cuvier nota nella sua monografia che Baartman era una donna intelligente che aveva una eccellente memoria e parlava olandese fluentemente. Il suo scheletro, i suoi genitali e il suo cervello furono messi in mostra al Musée de l'Homme di Parigi fino al 1974, quando furono rimossi e conservati in un luogo fuori dalla vista; una copia fu ancora visibile per i due anni successivi.

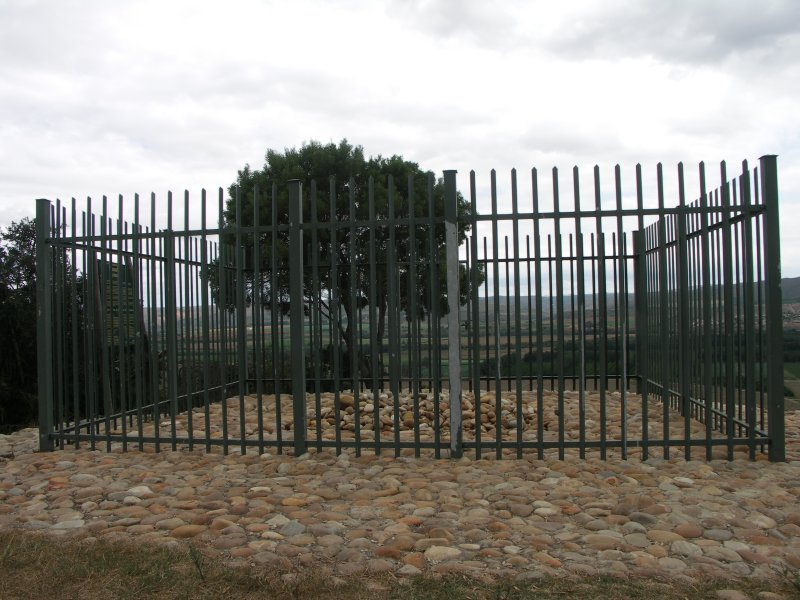
L'ultimo luogo di sepoltura di Saartjie Baartman. Una collina sovrastante la città di Hankey nella valle del fiume Gamtoos.

Vi furono diverse richieste perché i resti di Baartman ottenessero una sepoltura già negli anni quaranta, ma il caso divenne noto solo dopo la pubblicazione, del libro di Stephen Jay Gould The Hottentot Venus negli anni ottanta. Dopo la vittoria dell'African National Congress alle elezioni del Sudafrica del 1994, il presidente Nelson Mandela chiese ufficialmente alla Francia la restituzione dei resti. Dopo molte questioni legali e dibattiti la Francia accettò la restituzione il 6 marzo 2002. Le spoglie giunsero in Sudafrica, nella valle del Gamtoos, il 6 maggio 2002 e furono finalmente sepolte nell'agosto di quello stesso anno sul Vergaderingskop, una collina sovrastante la città di Hankey, più di 200 anni dopo la sua nascita.
Baartman è divenuta un'icona in Sudafrica (in quanto rappresentativa di molti aspetti della società e della storia del Paese) e nel continente africano in quanto è una testimonianza vivente della cruda realtà del colonialismo, imperialismo e schiavismo. Il Saartjie Baartman Centre for Women and Children, un rifugio per sopravvissuti alla violenza domestica, aprì a Città del Capo nel 1999. Anche il primo vascello di vedetta sudafricano, il Sarah Baartman, ha preso il suo nome.

## Cultura di massa
Nel secondo romanzo della Trilogia Steampunk di Paul Di Filippo intitolato Il feticcio rubato, la narrazione propone come protagonista una figlia (personaggio di fantasia) di Saartjie Baartman.
Nel 2010 è stato presentato alla 67ª Mostra internazionale d'arte cinematografica di Venezia il film Venere nera del regista tunisino Abdellatif Kechiche, narrante la storia di Saartjie.